# Suches (jezero)
Laguna Suches ili Lago Suches je jezero u departmanu La Paz u Boliviji i regiji Puno u Peruu. Nalazi se na nadmorskoj visini od 4605 m, a površina mu je 14,2 km 2. Iz jezera istječe rijeka Suches (Río Suches).

## Vanjske poveznice
|  | Zajednički poslužitelj ima još gradiva o temi Suches (jezero) |